# Gare de Chemillé
Gare de Chemillé vasútállomás Franciaországban, Chemillé településen.

## Vasútvonalak
Az állomást az alábbi vasútvonalak érintik:
- La Possonnière-Niort-vasútvonal

## Kapcsolódó állomások
A vasútállomáshoz az alábbi állomások vannak a legközelebb:
- Gare de Chalonnes
- Gare de Cholet